# Roberto Frucht
Roberto Frucht   (Brno, 9 d'agost de 1906 - Valparaíso, 26 de juny de 1997) va ser un matemàtic jueu alemany, emigrat a Xile.

## Vida i Obra
Tot i haver nascut a Brünn (actualment Txèquia), la seva família, d'ascendència jueva, es va traslladar a Berlín quan ell només tenia dos anys. En aquesta ciutat va ser escolaritzat i el 1924 va ingressar a la universitat de Berlín dubtant si estudiar física o matemàtiques. Es va inclinar per les matemàtiques, però no va trobar tutor en la seva especialització (el càlcul de tensors) i va preparar la seva tesi doctoral de 1930 sobre teoria de grups sota la direcció d'Issai Schur. En doctorar-se, i havent mort el seu pare, havia de buscar feina, però les places de professor universitari eren escasses i no podia fer de professor de secundària perquè no tenia la nacionalitat alemanya. Així doncs, va obtenir una plaça d'actuari en una companyia d'assegurances a Trieste on va romandre vuit anys i va conèixer qui seria la seva esposa, Mercedes Bertogna. Tot i el seu treball avorrit, va continuar fent recerca i publicant articles de matemàtiques (en alemany) i de comptabilitat (en italià). El 1938, en aprovar-se les lleis racials antisemites al regne d'Itàlia, va decidir emigrar a Sud-amèrica, assentant-se a Buenos Aires, on també va treballar per una companyia asseguradora. El 1939 va rebre una oferta per incorporar-se a la recentment creada Universitat Tècnica Federico Santa Maria de Valparaiso, en la qual va romandre la resta de la seva vida, essent degà de la facultat de física i matemàtiques entre 1948 i 1968 i passant a ser professor emèrit el 1970. Va morir a Valparaiso el 1997.
Les recerques de Frucht van ser sobre tot en teoria de grafs i teoria de grups i és recordat principalment pel teorema que porta el seu nom, que va demostrar el 1938, i que diu que si {\displaystyle \Gamma } és un grup finit donat, aleshores existeix un graf, el grup d'automorfismes del qual és isomorf a {\displaystyle \Gamma }. La seva solució és constructiva i consisteix en modificar el diagrama de Cayley de {\displaystyle \Gamma }.
Frucht va ser un dels cofundadors de la Sociedad Matemàtica Chilena, de la qual va ser director, i va rebre diferents premis i mencions. Va ser un dels principals dinamitzadors de l'estudi de les matemàtiques a Xile.